# Angtoria
Angtoria est un groupe suédois de metal symphonique, formé en 2002.

## Biographie
Le groupe est formé grâce à l'amitié entre Sarah Jezebel Deva et Chris Rehn lorsqu'ils tournaient ensemble en 2001 avec Cradle of Filth. Ils souhaitaient produire une bande originale de film. En 2002, ils produisent avec Tommy une démo non officielle envoyée à des labels, à l'exception de Six Feet Under’s Not Deep Enough qui était publié sur le site web du groupe. Cette démo comprend une reprise de la chanson Confide in Me de Kylie Minogue. Le groupe remporte une compétition sur gothmetal.net en mai 2005, pour être incluse dans une compilation. À la fin de 2005, ils sont signés au label français Listenable Records.
L'album God Has a Plan For Us All comprend des chansons issues de la démo, à l'exception de Child that Walks the Path of a Man, qui est incluse comme chanson bonus sur la version digipack. Sarah annonce une carrière solo, en parallèle à l'activité du groupe, et la sortie d'un album solo pour juillet 2006.
En 2011, Sarah Jezebel Deva annonce que le groupe continuera à écrire un album, mais sous un nouveau nom. Tommy Rehn quitte le groupe et emporte avec lui son nom.

## Style musical
Angtoria joue un metal symphonique typique avec, claviers, morceaux orchestraux et chœurs. AllMusic décrit le style musical d'Angtoria proche de groupes comme Rhapsody of Fire, After Forever et Dimmu Borgir.

## Membres
- Christian Rehn - basse (2001–2011)
- Sarah Jezebel Deva - chant (2001–2011)
- Tommy Rehn - guitare solo (2004–2011)
- Dave Pybus - guitare rythmique (2006–2011)
- John Henriksson - batterie (2006–2011)